# Hartmut
Hartmut  è un nome proprio di persona tedesco maschile.

## Varianti
- Maschili: Hartmuth

## Origine e diffusione
Continua un nome germanico attestato in diverse forme, quali Hardmod, Hartmuat, Hartmuot, Hartmot, Hartmut e Hardmot; è composto dalle radici germaniche hard ("coraggioso", "forte") e muot ("mente", "spirito"). La prima delle due è comunissima nell'onomastica germanica, e si può trovare ad esempio in Bernardo, Eberardo, Rainardo e Arduino, mentre la seconda, meno diffusa, si riscontra nei nomi Helmut e Modoaldo.

## Onomastico
Il nome è adespota, cioè non è portato da alcun santo, pertanto l'onomastico ricade il 1º novembre, giorno di Ognissanti.

## Persone
- Hartmut Briesenick, atleta tedesco
- Hartmut Enke, musicista tedesco

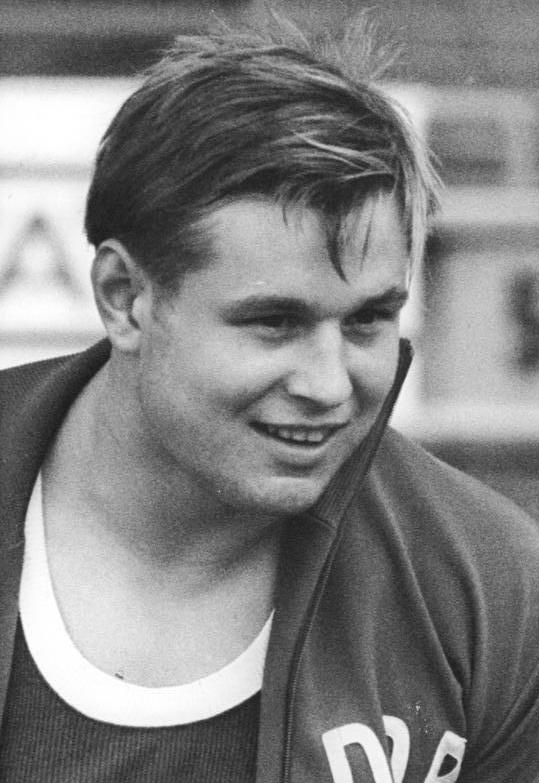
Hartmut Briesenick

- Hartmut Haenchen, direttore d'orchestra tedesco
- Hartmut Heidemann, calciatore tedesco
- Hartmut Losch, atleta tedesco
- Hartmut Michel, biochimico tedesco
- Hartmut Neugebauer, doppiatore, attore e conduttore radiofonico tedesco
- Hartmut Schade, calciatore e allenatore di calcio tedesco
- Hartmut Weiß, calciatore tedesco

### Variante Hartmuth
- Hartmuth Behrens, schermidore tedesco

## Il nome nelle arti
- Hartmut Freund è un personaggio della serie televisiva Squadra Speciale Cobra 11.